# Vojsko, Kozje
Vojsko je naselje v Občini Kozje.